# Riondel
Riondel är en ort i Kanada.   Den ligger i provinsen British Columbia, i den södra delen av landet, 3 100 km väster om huvudstaden Ottawa. Riondel ligger 599 meter över havet och antalet invånare är 273. Den ligger vid sjön Kootenay Lake.
Terrängen runt Riondel är bergig åt nordväst, men åt sydost är den kuperad. Riondel ligger nere i en dal som går i nord-sydlig riktning. Trakten runt Riondel är nära nog obefolkad, med mindre än två invånare per kvadratkilometer.. Närmaste större samhälle är Balfour, 18,6 km sydväst om Riondel.